# Ernesto Valverde
Pour les articles homonymes, voir Valverde.

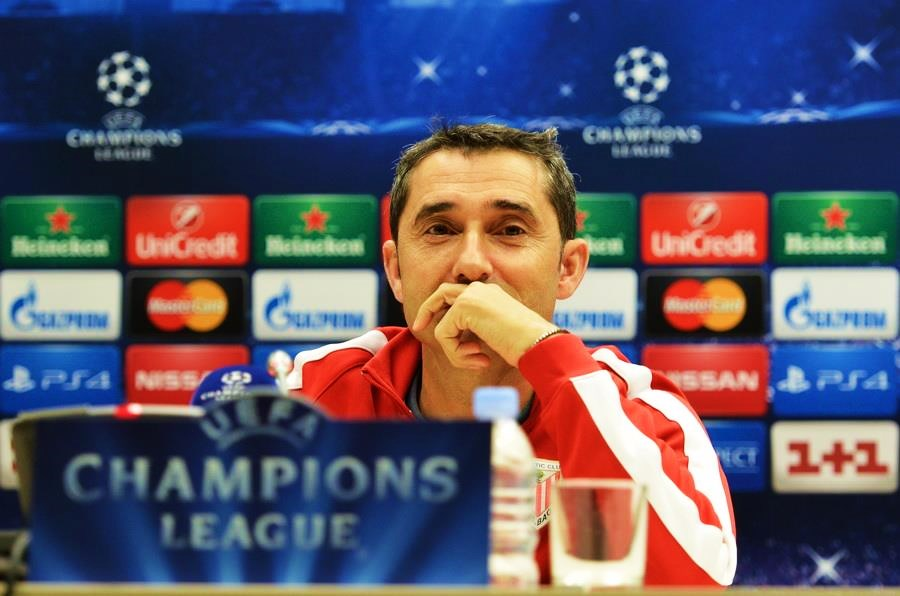

Ernesto Valverde Tejedor, né le 9 février 1964 à Viandar de la Vera (Estrémadure), est un footballeur espagnol reconverti en entraîneur.
Valverde fait ses débuts d'entraîneur dans ancien club de l'Athletic Club en 2003. Après plusieurs saisons dans d'autres espagnols et grecs, il y revient en 2013. Il réalise avec le club basque de surprenantes performances comme la victoire lors de la Supercoupe d'Espagne en 2015. Au mois de mai 2017, Valverde est nommé entraîneur du FC Barcelone, poste qu'il occupe jusqu'en janvier 2020. Avec le Barça, il remporte deux Ligas, une Coupe du Roi et une Supercoupe. Il est depuis 2022 de nouveau en poste à l'Athletic Club.

## Biographie

### Joueur
Ernesto Valverde naît en Estrémadure mais sa famille déménage quelque temps après au Pays basque. À Vitoria, il fait partie du Deportivo Alavés. Puis il joue avec Sestao Sport.
Sa consécration se produit lorsqu'il rejoint l'Espanyol de Barcelone où il arrive en juin 1986 de la main de l'entraîneur Javier Clemente. Avec l'Espanyol, il parvient à terminer à la troisième place du championnat lors de la saison 1986-1987. L'Espanyol, dont Valverde est titulaire indiscutable, est finaliste de la Coupe UEFA en 1988, perdant la finale aux tirs au but face au Bayer Leverkusen.
Lors de l'été 1988, Ernesto Valverde et un autre joueur de l'Espanyol, Miquel Soler, sont transférés au FC Barcelone alors entraîné par Johan Cruijff. Valverde passe deux saisons au Barça où les blessures ne le lui permettent pas de s'imposer. Valverde rejoint l'Athletic Bilbao entraîné par Javier Clemente. Il y reste entre 1990 et 1996 et marque 50 buts en 188 matchs. Valverde termine sa carrière de joueur au RCD Majorque.
Il dispute un match avec l'équipe d'Espagne, le 10 octobre 1990 contre l'Islande.

### Entraîneur
Sa formation d'entraîneur se déroule à partir de 1997 dans les catégories juniors de l'Athletic Bilbao avec qui il gagne la Nike Cup en 1998, championnat du monde officieux des clubs junior. Il entraîne ensuite la deuxième équipe de l'Athletic.
Les dirigeants de l'Athletic lui offrent en 2003 l'opportunité d'entraîner la première équipe. Lors de la saison 2003-2004, l'Athletic termine à la cinquième place du championnat et se qualifie pour la Coupe UEFA en pratiquant un excellent football.
Au cours de la saison 2004-2005, une mésentente avec le président du club Fernando Lamikiz pousse Ernesto Valverde à renoncer à son poste. Malgré cela, l'équipe de Valverde parvient à obtenir une victoire historique sur le score de 1 à 7 face au Standard de Liège en Coupe UEFA et parvient jusqu'en demi-finale de Coupe d'Espagne.

#### Espanyol Barcelone (2006-2008)
Après une année sabbatique, il est recruté par l'Espanyol en 2006. Avec un football attractif, l'Espanyol parvient jusqu'en finale de la Coupe UEFA, grâce à des joueurs comme le gardien Gorka Iraizoz, le milieu Coro et l'avant-centre Walter Pandiani. En finale à Glasgow, l'Espanyol est battu par le Séville FC lors de la séance de tirs au but. Valverde dirige encore une saison l'Espanyol.

#### Olympiakos (2008-2009)
En 2008, il signe un contrat avec le club grec d'Olympiakos. Lors de sa première saison en Grèce, Valverde remporte le doublé Coupe-Championnat. 

#### Villarreal CF (2009-2010)
Malgré cela, il quitte Olympiakos au terme de la saison et rejoint Villarreal CF en juin 2009. Il est démis de ses fonctions le 31 janvier 2010.

#### Retour à l'Olympiakos (2010-2012)
En août 2010, il reprend les rênes d'Olympiakos et remporte le championnat de Grèce en 2011. En 2012, il remporte son troisième championnat grec. Il quitte Olympiakos en 2012 en remportant la Coupe de Grèce.

#### Valence CF (2012-2013)
Début décembre 2012, il est recruté par Valence CF en remplacement de Mauricio Pellegrino. Valence qui était en milieu de classement avant l'arrivée de Valverde, remonte jusqu'aux places donnant accès à la Ligue des champions. Malgré une nette amélioration de son jeu, Valence ne parvient toutefois pas à éliminer le PSG en 1/8es de finale de la Ligue des champions. Valence termine la saison à la 5e place.

#### Athletic Bilbao (2013-2017)
Le 1er juin 2013, Valverde annonce qu'il quitte Valence où il est remplacé par Miroslav Djukic,. Le 20 juin 2013, il est nommé pour la deuxième fois entraîneur de l'Athletic Bilbao. Lors de la saison 2013-2014, il parvient à qualifier l'Athletic pour la Ligue des champions en terminant à la 4e place du championnat.
Lors de la saison 2014-2015, l'Athletic se qualifie pour la finale de la Coupe d'Espagne. Le 21 mai 2015, il renouvelle son contrat pour une année et en mars 2016, il prolonge pour une année de plus.
Le 23 mai 2017, en fin de contrat, il quitte le club basque après quatre saisons sur le banc de touche,.

#### FC Barcelone (2017-2020)
Le 29 mai 2017, il est nommé entraîneur du FC Barcelone en remplacement de Luis Enrique. Il arrive au Barça avec son assistant Jon Aspiazu avec qui il travaille depuis 2002. Valverde réalise un excellent début de saison en bouclant le premier tour du championnat avec un total de 54 points (17 victoires, 3 nuls, aucune défaite), soit une avance de 11 points sur l'Atlético de Madrid, de 14 sur Valence et de 19 sur le Real Madrid. Le Barça de Valverde établit un nouveau record d'invincibilité en Liga (33 matches d'affilée sans défaite).
Le 21 avril 2018, Barcelone remporte la Coupe d'Espagne en battant en finale le Séville FC sur le score de 5 à 0.
Le 29 avril 2018, Barcelone remporte le championnat d'Espagne, avec un record de 36 journées consécutives sans défaite.
Le 15 février 2019, il renouvelle son contrat avec Barcelone jusqu'en 2020. Quelques jours après, le 27 février, lors de son 100e match match à la tête de l'équipe, le Barça bat 3 à 0 le Real Madrid et se qualifie pour la finale de la Coupe d'Espagne. Trois jours après, Barcelone s'impose une nouvelle fois sur le terrain du Real Madrid (26e journée de championnat).
Le 27 avril 2019, le Barça est sacré champion d'Espagne pour la deuxième année consécutive.
Le 7 mai 2019, le Barça subit une deuxième remontada en 2 ans après une victoire 3-0 au Camp Nou, s'inclinera alors 4-0 à Anfield au match retour contre Liverpool.
Le 13 janvier 2020, Valverde est limogé après la défaite face à l'Atlético de Madrid en demi-finale de la Supercoupe d'Espagne. Il est remplacé par Quique Setién.

#### Retour à l'Athletic Bilbao (2022-)
Le 30 juin 2022, il est nommé pour la troisième fois entraîneur de l'Athletic Bilbao.

#### Statistiques
Mise à jour le 13 janvier 2020.
| Athletic Bilbao B  | juillet 2002     | juin 2003       | 44  | 22  | 10  | 12  | 50,00 |
| Athletic Bilbao    | juillet 2003     | juin 2005       | 93  | 38  | 23  | 32  | 40,86 |
| Espanyol Barcelone | juillet 2006     | juin 2008       | 99  | 37  | 30  | 32  | 37,37 |
| Olympiakos         | 28 mai 2008      | 8 mai 2009      | 47  | 32  | 6   | 9   | 68,08 |
| Villarreal CF      | 2 juin 2009      | 31 janvier 2010 | 32  | 13  | 7   | 12  | 40,62 |
| Olympiakos         | 7 août 2010      | 1er juin 2012   | 80  | 60  | 7   | 13  | 75,00 |
| Valence CF         | 3 décembre 2012  | 1er juin 2013   | 30  | 16  | 7   | 7   | 53,33 |
| Athletic Bilbao    | 1er juillet 2013 | 23 mai 2017     | 214 | 102 | 46  | 66  | 47,66 |
| FC Barcelone       | 29 mai 2017      | 13 janvier 2020 | 145 | 97  | 32  | 16  | 66,90 |
| Total              | Total            | Total           | 783 | 416 | 168 | 199 | 53,13 |

## Palmarès

### Joueur
- Espanyol Barcelone :
  - Finaliste de la Coupe UEFA 1987-1988

- FC Barcelone :
  - Vainqueur de la Coupe des Vainqueurs de Coupe en 1989
  - Vainqueur de la Coupe du Roi en 1990

### Entraîneur
- Espanyol Barcelone :
  - Finaliste de la Supercoupe d'Espagne 2006
  - Finaliste de la Coupe UEFA 2006-2007

- Olympiakos :
  - Champion de Grèce : 2009, 2011 et 2012
  - Vainqueur de la Coupe de Grèce de football : 2009 et 2012

- Athletic Bilbao :
  - Vainqueur de la Supercoupe d'Espagne 2015
  - Vainqueur de la Coupe d'Espagne : 2024
  - Finaliste de la Coupe d'Espagne : 2015

- FC Barcelone :
  - Champion d'Espagne : 2018 et 2019
  - Vainqueur de la Coupe d'Espagne : 2018
  - Finaliste de la Coupe d'Espagne : 2019
  - Vainqueur de la Supercoupe d'Espagne 2018
  - Finaliste de la Supercoupe d'Espagne 2017

### Distinction personnelle
- Prix Don Balón de joueur révélation de la Liga : 1987